# (4528) Berg
(4528) Berg (1983 PP) – planetoida z grupy pasa głównego asteroid okrążająca Słońce w ciągu 4,08 lat w średniej odległości 2,55 j.a. Odkryta 13 sierpnia 1983 roku.